# Distrito de Les Corts

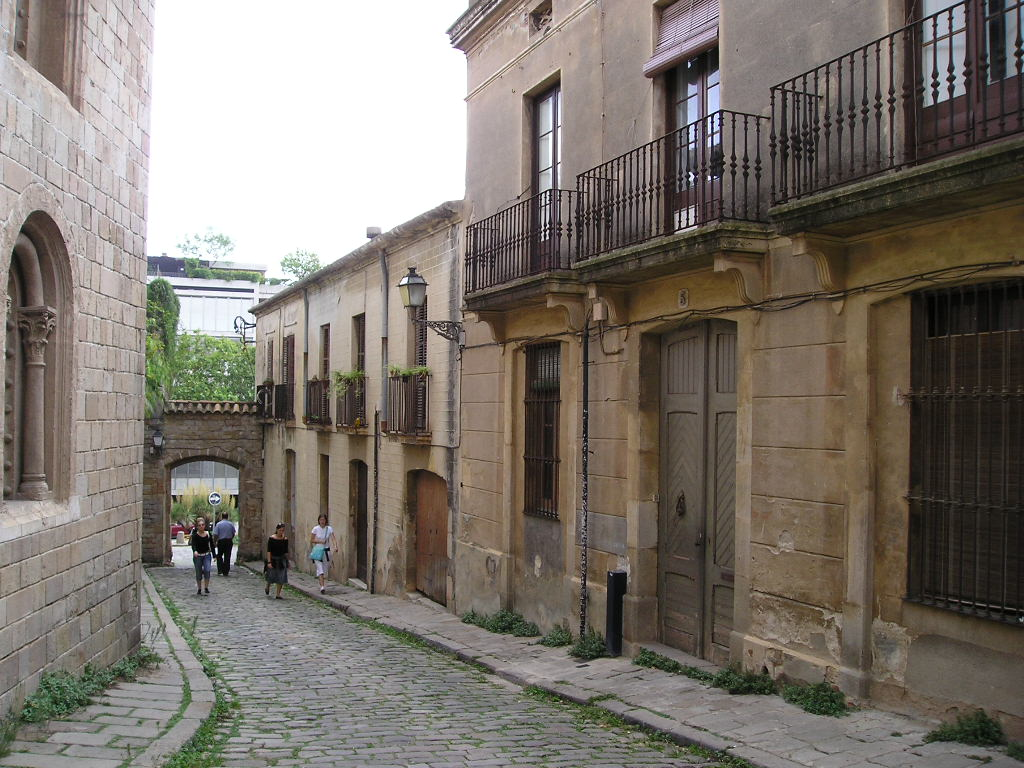
La entrada al Monasterio de Pedralbes, que limita el distrito por el norte.

El distrito de Les Corts (también Las Corts; en catalán y oficialmente Les Corts es el cuarto de los distritos de Barcelona. Se sitúa en el oeste de la ciudad, limitando con los distritos de Sarriá-San Gervasio por el norte, el Ensanche por el este y Sants-Montjuic por el sureste, y con los municipios de Hospitalet de Llobregat al sur, Esplugas de Llobregat por el oeste y San Justo Desvern por el noroeste. 
Es el tercer distrito más pequeño con 6,08 km², tras Gracia y Ciutat Vella, y el menos poblado (82.588 habitantes en 2005). Su densidad de 13.584 hab./km² lo sitúa por debajo de la media de la ciudad. 
El distrito tiene su origen en el antiguo municipio de Les Corts de Sarriá, independizado de Sarriá en 1836, ambos anexionados a la ciudad de Barcelona por el decreto de agregación de 1897. Tradicionalmente se ha dividido el distrito en 10 barrios: Camp de la Creu, Camp Vell, Can Batllori, Can Sol de Baix, Centre, Can Bacardí, La Mercè, Pedralbes, Sant Ramon y Zona Universitària. La propuesta presentada por el ayuntamiento en 2006 -La Barcelona dels barris (lit. La Barcelona de los barrios)- sobre la reordenación de los barrios vertebra el distrito en 3 barrios (Les Corts, La Maternidad y San Ramón, y Pedralbes), al considerar que los 10 tradicionales son más bien vecindarios debido a su tamaño y los divide a su vez en 14 zonas estadísticas.

## Demografía
| Gráfica de evolución demográfica de Las Corts entre 1842 y 1887 |
| |
| Población de derecho según los censos de población del INE. Población de hecho según los censos de población del INE.Entre el censo de 1897 y el anterior, este municipio desaparece porque se integra en el municipio Barcelona. |

## Entidades

### Cultura popular
- Els Bocs de Can Rosés
- La República de l'Avern: Banda de percusión fundada oficialmente el 25 de octubre de 2002. Desde entonces han realizado centenares de actuaciones en la ciudad, por todo el país y parte del extranjero. Tres años después de su fundación ganaron el primer premio de bandas de percusión de Barcelona. Y su inconfundible música se extiende por toda la ciudad hasta hoy en día.
- Diables de Les Corts: Colla de diables y tabalers fundada el 20 de mayo de 1994 en la Plaça Concòrdia. Su sede es el Casal de Joves de Les Corts, en la calle Dolors Masferrer 33. Además de realizar correfocs y tabalades, también realizan espectáculos pirotécnico-teatrales e intercambios con otras colles.
- Societat Coral L'Espiga de Les Corts
- Plataforma Infantil i Juvenil de Les Corts
- Trip-Itaka
- Diables i Timbalers d'Itaca

### Educación en el tiempo libre
- Esplai Natzaret: Su sede está en el colegio Pare Manyanet.
- Esplai Grup de Gent y Joven Coral del Santuario de Santa Gema de Barcelona: Su sede está en la iglesia de Santa Gema.
- Agrupament Escolta El Pi de Les Corts: Su sede está en el Casal de Joves de Les Corts.
- Esplai Olivera Rodona: Su sede está en la calle Joan Gamper 48.
- Agrupament Escolta Estrella del Mar
- Esplai de Natura Els Esquirols: Su sede está en el Casal de Joves de Les Corts.